# Episodi di Your Honor (seconda stagione)
La seconda e ultima stagione della serie televisiva Your Honor, composta da dieci episodi, è stata trasmessa sul canale statunitense Showtime dal 15 gennaio al 19 marzo 2023.
In Italia la stagione è stata distribuita sulla piattaforma streaming on demand Paramount+ dal 3 febbraio all'11 aprile 2023. La disponibilità in lingua italiana degli ultimi due episodi ha subito un ritardo a causa dello sciopero degli operatori del doppiaggio.
| nº | Titolo originale | Titolo italiano   | Prima TV USA     | Pubblicazione Italia |
| -- | ---------------- | ----------------- | ---------------- | -------------------- |
| 1  | Part Eleven      | Parte undici      | 15 gennaio 2023  | 3 febbraio 2023      |
| 2  | Part Twelve      | Parte dodici      | 22 gennaio 2023  | 10 febbraio 2023     |
| 3  | Part Thirteen    | Parte tredici     | 29 gennaio 2023  | 17 febbraio 2023     |
| 4  | Part Fourteen    | Parte quattordici | 5 febbraio 2023  | 24 febbraio 2023     |
| 5  | Part Fifteen     | Parte quindici    | 12 febbraio 2023 | 3 marzo 2023         |
| 6  | Part Sixteen     | Parte sedici      | 19 febbraio 2023 | 10 marzo 2023        |
| 7  | Part Seventeen   | Parte diciassette | 26 febbraio 2023 | 17 marzo 2023        |
| 8  | Part Eighteen    | Parte diciotto    | 5 marzo 2023     | 24 marzo 2023        |
| 9  | Part Nineteen    | Parte diciannove  | 12 marzo 2023    | 11 aprile 2023       |
| 10 | Part Twenty      | Parte venti       | 19 marzo 2023    | 11 aprile 2023       |